# 背骨コンディショニング
背骨コンディショニング（せぼねコンディショニング、英語表記：Sebone Conditioning）は、2001年に聖書の『いやし』をヒントに日野秀彦によって考案された背骨の歪みを整え不調を改善する運動プログラム。日野秀彦が代表理事を務める一般社団法人背骨コンディショニング協会が独自の運動プログラムとして資格認定を行っている。

## 概要
背骨コンディショニングは、ゆるめる、矯正する、筋力アップの3つの要素で構成されたプログラム。このうち2番目の「矯正する」は、自分で行うセルフ矯正と、他者が行なう矯正に分かれる。その最大の特徴は仙骨がセンチ単位で動くという考えである。これは、仙腸関節の可動域は3〜5ミリ程度である という事実と大きく食い違う。
創始者の日野秀彦が1990年代はじめに大手フィットネスクラブの第1期ディレクターとして西洋医学、東洋医学の医師が入ったチームにおいて不定愁訴の改善プログラムを考案、指導していた中で、こうした考えができていった。これを元に、日野秀彦は、2001年から仙腸関節および背骨をゆるめる体操をスタートし、ここから背骨コンディショニングが始まった。
背骨コンディショニング協会が、指導者向けに養成講座を開講している。

## プログラムの基本的な構成
背骨コンディショニングは、上述の通り、ゆるめる、矯正する、筋力アップを目指す3つの要素で構成されたプログラムである。この1番目の「ゆるめる」とは、ストレッチ運動により、神経や関節をゆるめることを意味する。後述の「神経牽引理論」で記載する通り、背骨コンディショニングでは、神経の過緊張による神経の伝導異常により痛みや違和感、痺れ、体調不良の症状が起こると考えている。これをストレッチ運動で「ゆるめる」ことにより、神経の過緊張状態をゆるめて、神経の伝導異常を改善するとしている。2番目の「矯正する」は、歪んだ骨の位置を元に戻すことである（セルフor手技）。ゆがんだ骨が元の位置に戻れば、神経が引っ張る症状を解消されるとしている。3番目の「筋力アップ」は、筋力トレーニングによって行う。仙骨・背骨を支える筋肉を鍛えることにより、これらの骨が正しい位置を維持できるようにすることを目指す。

## 関連書籍
- 日野秀彦 著『20万人の腰痛を治した！背骨コンディショニング』(2014年、アチーブメント出版、ISBN 978-4905154723)
- 日野秀彦 監修『わかさ2015年8月号　座骨神経痛が四動作で消えた20万人実践の背骨コンディショニング体操』（2015年、わかさ出版）